# 埃馬努埃萊·加托
埃馬努埃萊·加托（義大利語：Emanuele Gatto；1994年8月11日—）是一位意大利足球運動員。在場上的位置是中場。他現在效力於意大利足球甲級聯賽球隊切沃足球俱樂部。